# Ambenay

Ambenay este o comună în departamentul Eure, Franța, regiunea Normandia de Sus. În 1 ianuarie 2022 avea o populație de 551 de locuitori.